# Sidney Phillips
Sidney C. Phillips Jr. (ur. 2 września 1924 w Mobile, zm. 26 września 2015 tamże) – amerykański lekarz. Żołnierz amerykańskiej piechoty morskiej, uczestnik II wojny światowej. Autor książki You’ll be Sor-ree Jeden z bohaterów miniserialu Pacyfik.

## Życiorys
Sidney Phillips urodził się i wychował w Mobile w stanie Alabama. Był bliskim przyjacielem Eugene’a Sledge’a. Jego ojciec był weteranem I wojny światowej. 8 grudnia 1941 jako siedemnastolatek, po uzyskaniu zgody rodziców, zgłosił się do USMC. Walczył, razem z Robertem Leckiem w składzie 2 batalionu, 1 pułku, 1 Dywizji Piechoty Morskiej, w bitwie o Guadalcanal i na Gloucester.
Jest jednym z bohaterów miniserialu Pacyfik. W jego postać wcielił się aktor Ashton Holmes. Phillips został konsultantem podczas nakręcania miniserialu a jego wspomnienia wykorzystano do uzupełnienia scenariusza.